# Hecalapona brevisens
Hecalapona brevisens är en insektsart som beskrevs av Delong och Freytag 1975. Hecalapona brevisens ingår i släktet Hecalapona och familjen dvärgstritar. Inga underarter finns listade i Catalogue of Life.